# Christophe Oriol
Christophe Oriol (Oullins, 28 febbraio 1973) è un ex ciclista su strada francese.

## Palmarès

### Strada
- 1997 (Dilettanti, una vittoria)

Classifica generale Circuit de Saône-et-Loire
- 1998 (Casino, una vittoria)

Classifica generale Tour des Pyrénées
- 1999 (Casino, una vittoria)

1ª tappa Critérium du Dauphiné Libéré (Autun > La Tour-de-Salvagny)
- 2001 (Jean Delatour, una vittoria)

4ª tappa Tour de l'Ain (Lagnieu > Menthières)
- 2002 (AG2R Prévoyance, due vittorie)

3ª tappa Tour de l'Ain (Bourg-en-Bresse > Lélex)
Classifica generale Tour de l'Ain

## Piazzamenti

### Grandi Giri
- Tour de France

1999: 67º
2001: 111º
2002: fuori tempo massimo (16ª tappa)
2003: 121º
- Vuelta a España

2000: ritirato (16ª tappa)
2002: 91º
2004: ritirato (12ª tappa)

### Classiche monumento
- Milano-Sanremo

2003: 68º
- Liegi-Bastogne-Liegi

2003: ritirato